# ملک جمشید (آلبوم)
ملک جمشید (به انگلیسی: Malek Jamshid) دوازدهمین آلبوم استودیویی از خواننده-ترانه‌نویس و گیتاریست اهل ایران کورش یغمایی است. آلبوم در ۱۰ ژوئن ۲۰۱۶ پس از ممنوعیت در ایران، در ایالات متحده آمریکا منتشر شد. آلبوم به نام شاه ایران جمشید از اساطیر ایران که گفته می‌شود بیش از صدها سال بر جهان حکومت می‌کرده‌است و طبق شاهنامه (۱۰۱۰) او چهارمین شاه از سلسله پیشدادیان ایران بود، نامگذاری شده‌است.

## فهرست قطعه‌ها
موسیقی همهٔ ترانه‌ها توسط کوروش یغمایی ساخته شده‌است.
| طرف یک | طرف یک         | طرف یک            | طرف یک |
| شماره  | نام            | عنوان انگلیسی     | مدت    |
| ------ | -------------- | ----------------- | ------ |
| ۱.     | «کی تو میایی؟» | When Do You Come? | ۰۳:۲۰  |
| ۲.     | «حرفای آبی»    | The Blue Words    | ۰۵:۴۱  |
| ۳.     | «قطار»         | Train             | ۰۵:۴۴  |
| ۴.     | «چمدون»        | Suitcase          | ۰۳:۰۹  |
| ۵.     | «پشت اون در»   | Behind That Door  | ۰۳:۴۸  |
| ۶.     | «پناهنده»      | Refugee           | ۰۴:۵۸  |
| ۷.     | «نوروز»        | Nowruz            | ۰۴:۴۳  |
| ۸.     | «صفر»          | Journey           | ۰۵:۴۱  |
| ۹.     | «ملک جمشید»    | King Jamshid      | ۰۷:۳۳  |